# 977 (film)
977 (ros. 977) – rosyjski pełnometrażowy film fabularny z 2006, dramat .

## Opis fabuły
Eksperyment na żywych ludziach przynosi zaskakujące rezultaty.

## Obsada
- Fiodor Ławrow - Iwan;
- Kławdija Korszunowa - Rita;
- Alisa Chazanowa - Sonia;
- Jekaterina Gołubiewa - Toma;
- Paweł Lubimcew - Siergiej Siergiejewicz;
- Andriej Kazakow - Gosza;
- Olga Diemidowa - Tonia;
- Siergiej Cepow - Walerij Iwanowicz.

## Nagrody
- 2006 – udział w sekcji "Un Certain Regard" na 59. MFF w Cannes.